# Zračna pošta
Zračna pošta je način prenosa poštnih pošiljk z letalom. Danes je to praktično edini način za prenos pošiljk na dolge razdalje.
Ideja o zračni pošti se je začela že pred iznajdbo letala. Tekom zgodovine so predvsem različne oborožene sile uporabljale golobe poštarje za pošiljanje sporočil. Po iznajdbi letala je vlogo golobov prevzel letalski promet. Že pred I. svetovno vojno so nekateri piloti v ZDA začeli s prenosi poštnih pošiljk v manjših količinah.
Ob koncu vojne, natančneje 15. maja 1918, pa je poletelo prvo redno letalo za prenos pošte na liniji Washington-New York. To velja za polet prvega rednega poštnega letala na svetu.
Danes so poleg klasične letalske pošte na voljo tudi različne kurirske službe, ki omogočajo še hitrejši prenos pošiljk.